# Miguel Barceló Pérez
Miguel Barceló Pérez (Benidorm, 28 de diciembre de 1923-Ibidem, 12 de marzo de 2018) fue un político valenciano, senador por Alicante al Senado de España. Era suegro de Eduardo Zaplana.

## Biografía
De pequeño vivió con su familia en Barcelona, pero durante la guerra civil española volvieron a Benidorm. Después de la guerra estudió en Madrid, y cuando volvió a Benidorm trabajó como empresario en administración de fincas y director de empresas turísticas. A la vez, su hermano Jaime fue alcalde de Benidorm de 1969 a 1971.

## Trayectoria
Durante las elecciones generales españolas de 1977 presidió la gestora que fundó UCD en Benidorm. Cuando se produjo el derrumbe de este partido optó a la alcaldía de Benidorm a las elecciones municipales españolas de 1983 como cabeza de lista del Partido Demócrata Liberal, pero no fue escogido. Se dio de baja para presentarse como cabeza de la lista de Alianza Popular a las elecciones municipales españolas de 1987.
Simultáneamente fue escogido senador por la provincia de Alicante a las elecciones generales españolas de 1986, 1989, 1993, 1996, 2000, 2004 y 2008. Dentro del senado ha sido secretario segundo (1988-1989) y vicepresidente primero (2000-2004) de la comisión de relaciones con el Defensor del Pueblo y de los Derechos Humanos (1988-1989 y 2000-2004), presidente de la Comisión Especial sobre la Manipulación Genética con Finalidades de Producción de Alimentos (1999-2000), vicepresidente segundo de la Comisión Mixta para el Estudio del Problema de las Drogas (1996-1999) del Senado de España. Fue sustituido en el escaño por su nieto Agustín Almodóbar Barceló.
Fue adjunto primero del Síndico de Agravios de la Comunidad Valenciana (1993-1996) y presidente del Consejo Valenciano del Movimiento Europeo. En febrero de 2011 sufrió un ataque de corazón del que se recuperó, y a finales de 2017 sufrió una rotura de cadera de la que se recuperó.